# Euprosopia buergersiana
Euprosopia buergersiana är en tvåvingeart som först beskrevs av Günther Enderlein 1924.  Euprosopia buergersiana ingår i släktet Euprosopia och familjen bredmunsflugor. Inga underarter finns listade i Catalogue of Life.